# 417 Suevia
417 Suevia је астероид главног астероидног појаса са пречником од приближно 40,69 km.
Афел астероида је на удаљености од 3,175 астрономских јединица (АЈ) од Сунца, а перихел на 2,433 АЈ.
Ексцентрицитет орбите износи 0,132, инклинација (нагиб) орбите у односу на раван еклиптике 6,618 степени, а орбитални период износи 1715,652 дана (4,697 године).
Апсолутна магнитуда астероида је 9,34 а геометријски албедо 0,196.
Астероид је откривен 6. маја 1896. године.